# Loupmont
Loupmont település Franciaországban, Meuse megyében. Lakosainak száma 73 fő (2022. január 1.). Loupmont Xivray-et-Marvoisin, Apremont-la-Forêt, Bouconville-sur-Madt, Buxières-sous-les-Côtes, Montsec és Varnéville községekkel határos.

## Népesség
A település népességének változása:
| Lakosok száma | 108  | 96   | 103  | 89   | 82   | 79   | 75   | 72   | 72   | 73   |
|               | 1968 | 1982 | 1990 | 2006 | 2013 | 2015 | 2017 | 2019 | 2020 | 2022 |